# Кубок Сан-Марино з футболу
Ку́бок Сан-Мари́но з футбо́лу або Кубок Титанів (італ. Coppa Titano) — другий за значимістю після чемпіонату футбольний турнір у Сан-Марино, у якому визначається володар національного кубка. Проходить за системою плей-оф. «Кубок Титанів» є офіційним турніром Футбольної федерації Сан-Марино. Заснований у 1937 році.

## Історія
Перші три десятиліття проводився нерегулярно (1937, 1950, 1954, 1958—1961). З 1965 року проводиться щорічно. Офіційно статус національного Кубка «Кубок Титанів» придбав лише в 1985 році — з установою чемпіонату Сан-Марино з футболу (італ. Campionato Sammarinese di Calcio). Однак, усі переможці «Кубка Титанів» до 1985 року, також вважаються володарями національного кубку.

## Переможці
| Клуб              | Перемоги | Сезон                                                            |
| ----------------- | -------- | ---------------------------------------------------------------- |
| Лібертас          | 11       | 1937, 1950, 1954, 1958, 1959, 1961, 1987, 1989, 1991, 2006, 2014 |
| Ювенес-Догана     | 9        | 1965, 1968, 1976, 1977, 1978, 1979, 1984, 2009, 2011             |
| Доманьяно         | 8        | 1972, 1988, 1990, 1992, 1996, 2001, 2002, 2003                   |
| Тре Фйорі         | 8        | 1966, 1971, 1974, 1975, 1985, 2010, 2019, 2022                   |
| Ла Фіоріта        | 7        | 1986-87, 2012, 2013, 2016, 2018, 2021, 2024                      |
| Тре Пенне         | 6        | 1967, 1970, 1982, 1983, 2000, 2017                               |
| Космос            | 4        | 1980, 1981, 1995, 1999                                           |
| Мурата            | 3        | 1997, 2007, 2008                                                 |
| Фаетано           | 3        | 1993, 1994, 1998                                                 |
| Віртус            | 2        | 2023, 2025                                                       |
| Пеннаросса        | 2        | 2004, 2005                                                       |
| Фольгоре/Фальчано | 1        | 2015                                                             |